# افزارن (بني يونس السفلى)
افزارن هو دُوَّار يقع بجماعة سيدي علي بورقبة، إقليم تازة، جهة فاس مكناس في المملكة المغربية. ينتمي الدوّار لمشيخة بني يونس السفلى التي تضم 8 دواوير. يقدر عدد سكانه بـ 279 نسمة حسب الإحصاء الرسمي للسكان والسكنى لسنة 2004.

## روابط خارجية
- البوابة الوطنية للجماعات الترابية
- المندوبية السامية للتخطيط